# Sesamia albicolor
Sesamia albicolor là một loài bướm đêm trong họ Noctuidae.